# Флеча, Хуан Антонио
Хуа́н Анто́нио Фле́ча (исп. Juan Antonio Flecha; род. 17 сентября 1977 в Хунине, провинция Буэнос-Айрес, Аргентина) — испанский профессиональный шоссейный велогонщик. В 2003 году выиграл 11-й этап на Тур де Франс.

## Достижения
2000
Эускаль Бисиклета
1-й  Горная классификация
1-й  Спринтерская классификация
5-й Классика Гвадаррамы
7-й Восхождение на Уркиолу
2001
1-й  Гран-при Мицубиси МР Кортес
1-й  Очковая классификация
1-й Этапы 1 & 3
Эускаль Бисиклета
1-й  Горная классификация
1-й Этап 3
1-й Этап 4 Вуэльта Арагона
5-й Вуэльта Леона
6-й Восхождение на Уркиолу
10-й Вуэльта Каталонии
2002
4-й Классика Примавера
6-й Гран-при Мицубиси МР Кортес
1-й Этап 3 (КГ)
6-й Круг Гечо
2003
1-й Этап 11 Тур де Франс
3-й Джиро дель Лацио
3-й Трофео Кальвия
6-й Трофей Луиса Пуига
6-й Классика Гвадаррамы
7-й Джиро дель Пьемонте
8-й Гран-при Пино Черами
2004
1-й Чемпионат Цюриха
1-й Джиро дель Лацио
5-й Тур Люксембурга
5-й Гент — Вевельгем
7-й Кюрне — Брюссель — Кюрне
8-й Гран-при Бруно Бегелли
2005
1-й Этап 4 Вуэльта Валенсии
2-й Гент — Вевельгем
3-й Париж — Рубе
4-й Гран-при Прато
7-й Трофей Лайгуэльи
9-й Классика Гамбурга
2006
2-й Гран-при Плуэ
4-й Париж — Рубе
4-й Брабантсе Пейл
5-й Тур Люксембурга
5-й Трофео Кала Миллор
7-й Энеко Тур
7-й Восхождение на Монжуик
2007
2-й Париж — Рубе
2-й Омлоп Хет Волк
2008
1-й  Франко-Бельгийское кольцо
3-й Тур Фландрии
3-й Брабантсе Пейл
6-й Трофео Кальвия
9-й Вуэльта Андалусии
2009
3-й Омлоп Хет Ниусблад
6-й Энеко Тур
6-й Париж — Рубе
9-й Вуэльта Андалусии
10-й Кюрне — Брюссель — Кюрне
2010
1-й Омлоп Хет Ниусблад
1-й Этап 1 (КГ) Тур Катара
3-й Париж — Рубе
3-й Е3 Харелбеке
4-й Тур Люксембурга
8-й Страде Бьянке
2011
2-й Омлоп Хет Ниусблад
4-й Тур Катара
9-й Париж — Рубе
10-й Тур Омана
2012
2-й Франко-Бельгийское кольцо
3-й Омлоп Хет Ниусблад
3-й Тур Катара
4-й Париж — Рубе
4-й Стер ЗЛМ Тур
2013
5-й Гент — Вевельгем
6-й Тур Дании
8-й Париж — Рубе